# Lifago
Lifago es un género monotípico de plantas fanerógamas de la familia de las asteráceas. Su única especie: Lifago dielsii, Es originaria del Norte de África, donde se encuentra en Marruecos, Argelia y Mauritania.

## Taxonomía
Lifago dielsii fue descrita por Schweinf. & Muschl. y publicado en Botanische Jahrbücher für Systematik, Pflanzengeschichte und Pflanzengeographie xlv. 430 (1911).
Sinonimia
- Niclouxia saharae Batt.[4]